# Cercle Artistique et Littéraire de Bruxelles

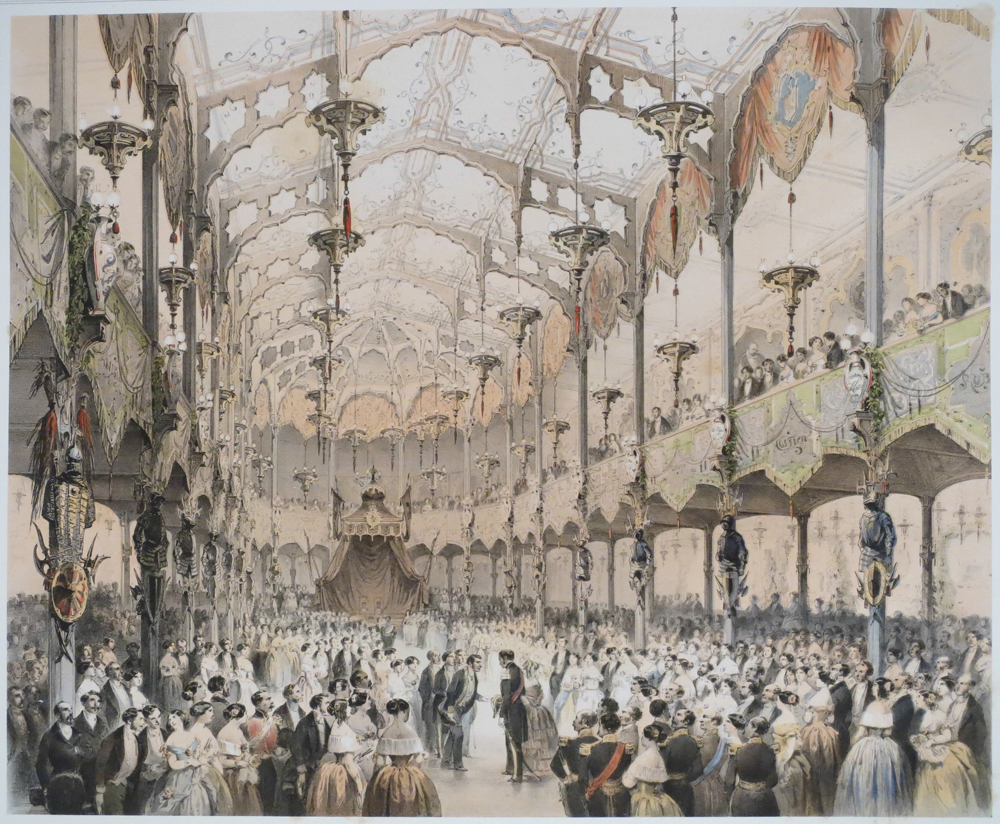
Feestavond van de Cercle Artistique et Littéraire in 1848

De Cercle Artistique et Littéraire de Bruxelles was een Brusselse vereniging van beeldende kunstenaars, musici en schrijvers. 

## Geschiedenis
De vereniging groeide uit de “Cercle des Arts”, in 1843 gesticht door beeldend kunstenaars en schrijvers in de Elsense taveerne “Le Chasseur Vert”. Voornaamste initiatiefnemers waren de kunstschilder I. Tavernier, de schilder-graficus Paul Lauters en de schrijver T. Jouret. 
De officiële stichting onder de naam “Cercle Artistique et Littéraire” gebeurde in 1847. Het lokaal was in de Koninginnegalerij 10. De eerste voorzitter was Adolphe Quetelet, directeur van het Observatorium. De eerste ondervoorzitters waren de kunstschilder Eugène Verboeckhoven en de beeldhouwer Louis-Eugène Simonis.
Trefpunt voor samenkomsten van kunstenaars en kunstliefhebbers in een soort select clubverband, organiseren van concerten, lezingen en tentoonstellingen van leden-kunstenaars van en voor eigen leden waren de voornaamste doelstellingen.
In 1851 werd een tijdelijk tentoonstellingslokaal gebouwd aan de Regentschapslaan naar plannen van Alphonse Balat. Balat verbouwde voor de Cercle later zalen in het Broodhuis aan de Grote Markt. De Cercle nam er in 1859 zijn intrek. 
Mijlpaal was 1864 met een markante tentoonstelling met werk van voornamelijk realistische kunstenaars (in een gebouw op het Troonplein). Deelnemers waren onder andere Louis Artan, Théodore Baron, Louis Dubois, Hippolyte Boulenger, Joseph Coosemans, Edouard Huberti, Edmond Lambrichs, Constantin Meunier, Alfred Stevens, Alfred Verwee, Camille Corot, Gustave Courbet, Johan Barthold Jongkind en Jean-François Millet.
In 1869 verhuisde de vereniging naar de Leopoldstraat, op de eerste verdieping van de Salle Sainte-Cécile. In december 1871 was er de definitieve verhuis naar een eigen lokaal, de Waux-Hall in het Warandepark, ingericht door de architect Wynand Janssens.
De eerste tentoonstelling was in 1872, met enkel werk van leden-kunstenaars. Zo'n groepstentoonstelling werd elk jaar herhaald in april-mei. Auguste Rodin stelde er in januari 1877 zijn eerste grote werk voor, De Bronstijd. In 1878 was er een individuele tentoonstelling van Gustave Courbet.
In 1881 startte het bestuur met het systeem van systematische organisatie van kortlopende individuele tentoonstellingen of tentoonstellingen per twee of drie. Zo kregen vele kunstenaars, ook vele jongeren, de kans om zich te manifesteren.
De vereniging is in 1951 samengesmolten met de Cercle Royal Gaulois tot de Cercle Royal Gaulois Artistique et Littéraire.

## Uit het palmares van de tentoonstellingen
- 1881 : Constantin Meunier. Studies uit de kristalfabriek Val-Saint-Lambert
- 1884 : Staquet (aquarellen van de Belgische kust en de Brusselse periferie)
- 1884 : Willem Roelofs
- 1884 : Heymans – Gabriel
- 1884 : James Ensor, Guillaume Vogels, Storm van 's Gravesande
- 1884 : Ringel – Van den Bussche – Van der Hecht
- 1884 : Impens – Weber
- 1884 : Fotografie "Schilderijen uit het Museum van Kassel"
- 1884 : Exposition-tombola ten voordele van de weduwe Périclès Pantazis
- 1884 : Anna Boch – Isidore Verheyden – François-Xavier Roffiaen – Van Landuyt
- 1884 : benefiettentoonstelling Gustave De Jonghe
- 1884 : Van Luppen – Van der Hecht
- 1884 : benefiettentoonstelling weduwe Victor Fontaine
- 1884 : Jan Van Beers
- 1884 : Amédée Lynen
- 1884 : Henri Arden – Maurice Hagemans
- 1885 : Bellis
- 1885 : Mundeleer
- 1885 : Frantz Charlet – Frank – Van der Hecht – Bourson – Uytterschaut
- 1885 : Bourotte – Vander Straeten
- 1885 : Henry Cassiers
- 1885 : Jean Portaels
- 1885 : Van der Hecht – Léon Houyoux
- 1886 : Franz Courtens – Van Ham – Lambeaux
- 1886 : fotografische reproducties van werken van Frans Hals
- 1886 : Hubert
- 1886 : Baron – De Groux – Dubois – Agneessens – Courbet
- 1886 : Jean Portaels
- 1886 : L. Tuxen
- 1886 : Van Overbergh
- 1887 : Coosemans (landschappen uit de Kempen en het woud van Fontainebleau)
- 1887 : Fichefet – De Geetere
- 1887 : Adolphe Lacomblé
- 1887 : Gustave Walckiers (studies uit Bretagne, Holland en Duitsland)
- 1887 : Ch. Coenraets – F. Coenraets
- 1887 : Laurens
- 1887 : Delsaux (studies uit Zeeland)
- 1887 : retrospectieve kunstenaars van de Société Libre des Beaux-Arts (Courbet – Verwee – De Groux – Stobbaerts – Boulanger – Heymans – Dubois – Agneesens – Joseph Stevens – Louis Artan – Israëls)
- 1887 : Laboulaye – Lucien Frank (deze laatste met studies uit Ohain)
- 1887 : Jan Van Beers
- 1888 : Henri Van der Hecht
- 1888 : E. Georges
- 1888 : Van Overbeke
- 1888 : Jean Capeinick
- 1888 : Godfried Guffens (tekeningen van het eiland Capri)
- 1888 : Alphonse Asselberghs
- 1888 : Emile Claus
- 1888 : Linnig
- 1888 : Juliette Wytsman – Rodolphe Wytsman
- 1888 : Wauters
- 1888 : Joseph Coosemans
- 1889 : Van Gelder – Hamesse
- 1889 : Japanse prentkunst
- 1889 : Adrien-Joseph Heymans
- 1889 : Franz Binjé – Evariste Carpentier
- 1889 : Frans Kegeljan
- 1889 : Weber – Rullens
- 1889 : L. Frédéric
- 1890 : Hagemans – Serrure – Van Overbeek
- 1890 : Sophie de Bourtzoff, Nathalie de Bourtzoff, A. Ermel
- 1890 : Crabeels – Halkett – Seghers – Van der Haeghen
- 1890 : Gustave Den Duyts – Julien Dillens
- 1890 : Lucien Frank, P. Laboulaye
- 1890 : L. Pion – Van Damme-Sylva – Van Luppen
- 1890 : Constantin Meunier
- 1890 : Henri Van der Hecht
- 1890 : Herman Richir – Frans De Beul
- 1891 : Le Mayeur – L. Philippet
- 1891 : Léon Herbo – Emile Claus
- 1891 : Léon Valckenaere – Vanden Eycken
- 1891 : Lucien Franck – Laboulaye
- 1891 : Den Duyts – Van Damme-Sylva – Isidore Verheyden
- 1891 : Hubert Bellis – J. François
- 1891 : F.Régamy
- 1892 : Henri De Braekeleer (retrospectieve)
- 1892 : Jenny Montigny
- 1892 : Pieter Oyens – David Oyens
- 1892 : Lucien Frank – Leon Dardenne – Charles Samuel
- 1892 : Ermel – Halkett – Philippet – Van Overbeke
- 1892 : Goemans – H. Arden – L. Frédéric
- 1892 : Britse fotokunst
- 1892 : Cluysenaer (studies voor "De ruiters van deApocalyps"
- 1892 : Franz Binjé (studies van de Kempen en de Kust)
- 1892 : Van der Hecht – F. Coenraets
- 1892 : M. Hagemans – Henry Cassiers
- 1892 : Paul Hermanus
- 1893 : Evariste Carpentier
- 1893 : C. Lefèbvre (studies uit Marocco) – E.Duyck (dierschilderingen)
- 1893 : Paul Hermanus – Marguérite Dielman, A. Jacobs
- 1893 : Léon Valckenaere – Théo Hannon
- 1893 : Emile Van Doren – Herman Richir
- 1893 : Hubert Bellis – E. Van der Meulen – L. Philippet
- 1893 : Laboulaye – Van Damme-Sylva – Uytterschaut – Impens
- 1893 : Adrien-Joseph Heymans (reterospectieve)
- 1893 : Smith-Hald
- 1893 : Rodolphe Wytsman – Juliette Wytsman
- 1893 : A. Colleye – Jean Mayné
- 1893 : Hagemans – C. Coenraets – A. Evans
- 1893 : de Bièvre – Paul Kuhstoss – Moerman
- 1893 : Frans Kegeljan
- 1894 : Omer Dierickx – Jenny Montigny – V. Moerenhout
- 1894 : Collin – Hoorickx – Charlier
- 1894 : Henriëtte Ronner
- 1894 : François, Laboulaye
- 1894 : Lucien Frank – J. Impens
- 1894 : Hubert Bellis – Van der Meulen – Philippet
- 1894 : Franz Courtens
- 1894 : Marcocchi de Bellucci
- 1894 : Craco – De Vigne – Dillens – De Rudder – Dupon – DeTombay – Jespers – Lagae – Samuel – Van Beurden – Vinçotte – Wolfers (chryselefantiene sculpturen)
- 1894 : Victor Gilsoul
- 1894 : Walter Crane

- 1901 : Frans De Beul
- 1901 : Leon Dardenne (met Afrikaanse werken)
- 1903 : Marten Melsen & Jules Merckaert
- 1904 : René Janssens – Fernand Khnopff – Charles Samuel
- 1906 : Société Royale Belge des Aquarellistes. Exposition Rétrospective.
- 1906 : Julien Dillens (met catalogus)
- 1907 : Marten Melsen & Jules Merckaert
- 1908 : Franz Van Damme
- 1908 : Edgard Rombouts
- 1908 : Georgette Meunier
- 1908 : William Degouve de Nuncques
- 1908 : C.C. Jacquet
- 1908 eind – 1909 begin : Lucien Frank
- 1909 : Florent Menet
- 1909 : Rodolphe Wytsman en Juliette Wytsman
- 1909 : A. Hamesse
- 1909 : Rodolphe Wytsman en Juliette Wytsman
- 1909 : Marguérite Verboeckhoven – Georges Vanzevenberghen
- 1909 : Edmond Verstraeten
- 1909 : Maurice Langaskens
- 1909 : Anna de Weert – François Beauck
- 1909 : Salon de la Femme
- 1910 : Franz Gailliard
- 1910 : Henri Thomas
- 1910 : Jules Merckaert
- 1910 : Geo Bernier
- 1910 : La gravure originale en noir
- 1910 : “Het Paard” (o.a. Edwin Ganz)
- 1910 : Maurice Wagemans – Fernand Allard l'Olivier
- 1911 : Les Pastellistes
- 1911 : H. Binard – C. Lambert
- 1911 : Marcette – Lievin Herremans
- 1911 : Pierre Paulus – Armand Bonnetain – Auguste Danse – Jean Gouweloos
- 1911 : Paerels – Schirren – Thysebaert
- 1911 : Julien Celos – Jean Mayné
- 1911 : Marten Melsen en Haustraete
- 1911 : René Janssens – R. de Baugnies
- 1912 : Maurice Blieck – Victor Creten
- 1912 : Maurice Langaskens
- 1912 : Pierre Abattucci – Emile Jacques
- 1913 (of eind 1912) : Angelina Drumeaux – Louis Clesse
- 1913 : Franz Gailliard
- 1913 : Louis Clesse
- 1913 : Edmond Verstraeten – Hynderick – De Smedt – Paul Hagemans – Jean Apol
- 1913 : Marten Van der Loo
- 1913 : Leon Huygens – Nestor Cambier
- 1913 : Guillaume Van Strydonck – Lucien Frank
- 1914 : Louis Thévenet
- 1914 : Jean Delescluzes (maquettes van de opera Parsifal en Spaanse landschappen)
- 1914 : Herman Courtens
- 1914 : Willy Thiriar
- 1914 : H. Meuwis
- 1914 : Frans Huygelen
- 1914 : Auguste Puttemans
- 1914 : Verzameling Kleykamp uit Den Haag

- 1920 : Auguste Danse – Jehan Frison
- 1920 : Servais Dutilleux – Henri De Clerck
- 1920 : Maurice Langaskens
- 1920 : Juliette Cambier
- 1920 : Anna De Weert – Pierre Paulus
- 1920 : Maurice Blieck
- 1920 : André Lutens
- 1920 : Ernest Welvaert
- 1920 : Géo Bernier
- 1920 : Les Figuristes & Section commémorative d’oeuvres d’artistes morts pour la Patrie
- 1920 : 56° Salon Société Royale Belge des Aquarellistes
- 1920 : Franz Van Holder
- 1920 : Paul Leduc – Louis G. Cambier – Marten Vander Loo
- 1920 : Omer Coppens – Armand Apol
- 1920/21 : Frans Smeers – Albert Delstanche – Eugène Canneel
- 1920 : H. Roidot – Hubert Glansdorff – Lecroart
- 1921 : A. Claes-Thobois – L. Ch. Crespin – Oswald Poireau
- 1921 : Pierre Abattucci
- 1921 : Jean Laudy
- 1921 : Ketty Gilsoul-Hoppe – Navez
- 1921 : A. Marcette – Victor Creten – Thomas
- 1921 : Retrospectieve Guillaume Vogels
- 1921 : Armand Jamar
- 1921 : Jenny Montigny – Henri Anspach
- 1921 : Pour l’Art
- 1921 : VIII° Salon de Printemps
- 1921 : Société Royale Belge des Aquarellistes 57° Salon
- 1921 : Binard – Léon Houyoux – Fernand Allard l'Olivier
- 1921 : Firmin Baes
- 1921 : Henri Logelain – Roméo Dumoulin – Vandamme-Sylva
- 1921 : Jules Merckaert – Jacques Bergmans – Van den Bossche – Célos – Werlemann – Mascré – Van Haelen – Pieter Stobbaerts
- 1921 : Alfred Van Neste – Firmin Baes
- 1922 : Taelemans
- 1922: Colin – Godfrinon
- 1922: Michel Sterckmans – Wollès – Strebelle – Geudens – Van Holsbeek
- 1922 : De Kat – Leon Desmet
- 1922 : Louis Titz – Albert Sirtaine – Londot – Haustraete
- 1922 : Franz Courtens
- 1922 : Pour L’Art XXIV° Salon (cat.)
- 1922 : Salon de la Société Royale des Beaux-Arts
- 1922 : 58° Exposition des Aquarellistes
- 1923 : 3° Salon voor moderne religieuze kunst
- 1923 : Louis Thévenet
- 1923 : Walter Sauer – L. Buisseret – Ch. Michel – R.M. Van Dantzig – Louis Raemaekers
- 1924 : Henri Evenepoel (postuum) – Louis G. Cambier – Clémence Lacroix – Jean Gaspar
- 1924 : François Beauck – Maurice Langaskens – René Ovyn – Paul Stoffyn
- 1924 : Achiel Van Sassenbrouck – André Lynen – Louis Crespin – Vandevoorde – Jeanne Hovine – Berthe Art – Jenny Lorrain
- 1924 : F. Dehaspe – Frans Smeers – P. Thevenet – A. Denonne – Marcel Jaspar – Albert Delstanche – Eugène Canneel
- 1924 : Eric Wansart – Pros De Wit – Pierre Abattucci – Jenny Montigny – Henriette Bosché
- 1924 : Arsène Matton
- 1924 : Société des Aquarellistes – Alfred Verhaeren – Edg. Tytgat
- 1924 : Marcel Canneel – Jean Canneel
- 1924 : Fernand Verhaegen
- 1925 : Albéric Coppieters (postuum)
- 1925 : Blomme, Cauchie, Sarteel
- 1925 : André Blandin
- 1925 : Michel Sterckmans
- 1925 : Blanc et Noir
- 1925 : Emile Lecomte
- 1925 : Armand Mallot
- 1925 : L’Emulation
- 1925 : Pour l’Art
- 1925 : Charles Hermans (postuum)
- 1925 : Société Royale Belge des Aquarellistes
- 1925 : Juliette Wytsman (retrospectieve)
- 1925 : Jules Brouwers – Julien Célos – César Scrouvens
- 1925 : J. Ghobert – Jules-Marie Canneel – Fernand Scouflaire
- 1925 : Estelle Juste – Gh. V. Carte – Herman Richir
- 1927 : (April) Joseph Witterwulghe - Léon Londot - Henry Meuwis - Jean Vervisch
- 1927 : Médard Verburgh
- 1929 : Georges Rogy
- 1930 : Amedée Lynen (retrospectieve)(cat.)
- 1931 : Exposition rétrospective du Portrait de la Femme 1830-1930
- 1932 : Thévenet
- 1932 : Exposition rétrospective de l’enfant 1830-1930
- 1933 : Georges Rogy
- 1933 : 1000 objets nègres de la collection Walschot, art nègre uit de collectie van Jeanne Walschot
- 1935 : Welvaert – Cassiers – De Meester
- 1935 : Aspects de Paris
- 1935 : Louis-Ch. Crespin – Jan Van Looy – Louis Clesse – Alfred Bastien – Pinot – Camille Sturbelle
- 1935 : Pierre Abattucci
- 1935 : Groep “Le Noeud” – Virginie Cockelberghs – René Choprix – Henri Stiellemans – Olivier Duchâteau – Roméo Dumoulin
- 1935 : XXXVI° Salon “Pour l’Art”
- 1935 : “Les Aquarellistes” – 71° Exposition
- 1935-1936 : F. Lantoine – Paul Cauchie – A. Denonne – Jenny Montigny – Paule Bisman – G. Van Strydonck – Léon Houyoux
- 1936 : Xylographes belges/La gravure originale belge
- 1936 : Henriette Singer – Sonja Abeloos – Le Chaînon – Jules Bernaerts – M.J. Cantens
- 1936 : Académie Brabançonne et Art Libre – Ad. Crespin – Louis Devrint
- 1936 : L’Art et le Sport (o.a. Willy Kreitz)
- 1939 : L’Art Olympique Belge (o.a. Willy Kreitz)

## Uit het palmares van lezingen in de Cercle Artistique et Littéraire
- mei 1864 : drie lezingen door Charles Baudelaire
- 1889 : lezing door Auguste Villiers de L'Isle-Adam
- 1889 : lezing door Georges Rodenbach
- dinsdag 11 februari 1890 : lezing door Stéphane Mallarmé
- 1890 : lezing door Edmond Picard
- december 1892 : lezing door Maurice Kuferath
- december 1892 : lezing door Fernand Khnopff
- vrijdag 3 maart 1893 : lezing door Paul Verlaine

## Enkele leden
- Henriëtte Calais
- Jenny Lorrain
- Juliette Samuel-Blum
- Yvonne Serruys
- Josine Souweine